# 野間秀樹
野間 秀樹（のま ひでき、1953年2月 - ）は、日本の言語学者。専門は、言語論・朝鮮語学・日朝対照言語学・朝鮮語教育。東京外国語大学大学院教授、ソウル大学校韓国学研究所特別研究員、明治学院大学客員教授などを歴任。美術家としての顔も持つ。韓国・朝鮮と日本、双方の血を嗣ぐ。

## 略歴
1953年、福岡県生まれ。1971年3月、北海道小樽潮陵高等学校卒業。1977年3月、東京教育大学教育学部芸術学科構成専攻中退。
美術家として活動していたが、1983年4月、30歳で東京外国語大学外国語学部朝鮮語学科に入学。1987年3月、同卒業。1989年3月、同大学大学院外国語学研究科アジア第一言語専攻修士課程修了。
1991年4月、東京外国語大学外国語学部講師。1995年4月、同助教授。1996-1997年、ソウル大学校韓国文化研究所特別研究員。1998年4月、東京外国語大学外国語学部教授。2002年4月、同大学大学院地域文化研究科対照言文講座教授。2009年4月、組織改組により同大学院総合国際学研究院言語文化部門教授。2010年2月28日、東京外国語大学退職。2011年10月、国際教養大学国際教養学部客員教授、2014年9月より2017年3月まで、明治学院大学教養教育センター客員教授、2017年4月より2018年3月まで、明治学院大学教養教育センター特命教授。

## 評価
言語学者である九州大学准教授・辻野裕紀は『新版 ハングルの誕生』の解説「アポロ的知性とディオニソス的感性の結実」において、野間秀樹の『言語存在論』『言語 この希望に満ちたもの』を「いずれも間然するところのない秀作」とし、『ハングルの誕生』が、辻星児、養老孟司、川村湊、柄谷行人、西谷修など「錚々たる知識人によって肯定的に評され」、韓国においても高く評価されていることを述べている。
文学者の亀山郁夫は、『みすず』（みすず書房）2019年1・2月号において、『言語存在論』について、「「話された言葉」と「書かれた言葉」の複雑多様な関係性をめぐる発見は、ソシュールやバフチンのそれにも迫る新たな地平を予感させる」と評している。

## 受賞・受章歴
- 1977年、第13回現代日本美術展佳作賞受賞[3][6]。
- 2005年、大韓民国文化褒章受章[1][6]。
- 2010年、『ハングルの誕生』により、第22回アジア・太平洋賞大賞受賞[12]。
- 2012年、周時経学術賞受賞[1][13]。
- 2014年、『韓国・朝鮮の知を読む』によりパピルス賞受賞[14]。

## 著訳書

### 著書
- 『暮らしの単語集 韓国語』ナツメ社、1999年。ISBN 978-4-8163-2551-9。
- 『至福の朝鮮語』朝日出版社、2000年。ISBN 978-4-255-00026-8。
  - 『至福の朝鮮語 改訂新版』朝日出版社、2002年。ISBN 978-4-255-00026-8。
- (朝鮮語) 『한국어 어휘와 문법의 상관구조』. ソウル: 太学社. (2002). ISBN 978-89-7626-742-9
- 『絶妙のハングル』NHK出版、2007年。ISBN 978-4-14-039452-6。
- 『新・至福の朝鮮語』朝日出版社、2007年。ISBN 978-4-255-00389-4。
- 『ハングルの誕生 - 音から文字を創る』〈平凡社新書〉2010年。ISBN 978-4-582-85523-4。
  -  (朝鮮語) 『한글의 탄생 - 〈문자〉라는 기적』. （金珍娥・金奇延・朴守珍共訳）. 坡州: トルベゲ. (2011). ISBN 978-89-7199-444-3
- 『日本語とハングル』〈文春新書〉2014年。ISBN 978-4-16-660973-4。
- 『韓国語をいかに学ぶか - 日本語話者のために』〈平凡社新書〉2014年。ISBN 978-4-582-85737-5。
- 『言語存在論』東京大学出版会、2018年。ISBN 978-4-13-086054-3。
- 『言語 この希望に満ちたもの-TAVnet時代を生きる』北海道大学出版会、2021年。ISBN 978-4-8329-3413-9。
- 『新版 ハングルの誕生-人間にとって文字とは何か』平凡社、2021年。ISBN 978-4-582-76922-7。
- 『史上最強の韓国語練習帖 超入門編』ナツメ社、2021年。ISBN 978-4-8163-6944-5。
- 『K-POP原論』ハザ、2022年。ISBN 978-4-910751-01-6。
- 『図解でわかる ハングルと韓国語 - 文字の歴史としくみから学ぶ』平凡社、2023年。ISBN 978-4-582-83906-7。
- (朝鮮語) 『K-POP 원론: 말, 소리, 빛, 신체성이 어우러진 21세기형 종합예술』. 연립서가. (2024). ISBN 9791193598023

### 共著
- 『ぷち韓国語』（村田寛・金珍娥との共著）、朝日出版社、2004年。ISBN 978-4-255-00286-6。
- 『Viva! 中級韓国語』（金珍娥との共著）、朝日出版社、2004年。ISBN 978-4-255-00289-7。
- 『Campus Corean はばたけ！ 韓国語』（村田寛・金珍娥との共著）、朝日出版社、2007年。ISBN 978-4-255-55604-8。
- 『ニューエクスプレス韓国語』（金珍娥との共著）、白水社、2007年。ISBN 978-4-560-06782-6。
- 『きらきら韓国語』（金珍娥・中島仁・須賀井義教との共著）、同学社、2010年。ISBN 978-4-8102-0268-7。
- 『はばたけ! 韓国語2 初中級編』（金珍娥、高槿旭との共著）、朝日出版社、2018年。ISBN 978-4-255-55660-4。
- 『史上最強の韓国語練習帖 初級編』（高槿旭との共著）、ナツメ社、2022年。ISBN 978-4-8163-7218-6。
- 『はばたけ! 韓国語 ライト版 1』（金珍娥、村田寛との共著）、朝日出版社、2022年。ISBN 978-4-255-55691-8。
- 『はばたけ! 韓国語 ライト版 2』（金珍娥、村田寛との共著）、朝日出版社、2023年。ISBN 978-4-255-55704-5。
- 『ユアと韓国語　上級』（金珍娥との共著）、くろしお出版、2025年。ISBN 978-4-8011-1006-9。

### 編書
- 『コスモス朝和辞典』（菅野裕臣、早川喜春、志部昭平、浜田耕策、松原孝俊、塩田今日子、伊藤英人との共編）、白水社、1988年。ISBN 978-4-560-00096-0。
- 『コスモス朝和辞典 第2版』（菅野裕臣ほかとの共編）、白水社、1991年。ISBN 978-4-560-00097-7。
- 『韓国語教育論講座 第1巻 - 総論 教育史 方言 音論 表記論 語彙論 辞書論 造語論』（編著）、くろしお出版、2007年。ISBN 978-4-87424-374-9。
- 『韓国語教育論講座 第4巻 - 文化論 文学・映画・漫画・メディア・飲食論 歴史学 翻訳論 言語存在論 文献解題』（編著）、くろしお出版、2008年。ISBN 978-4-87424-410-4。
- 『韓国語学習講座「凛」 1 - 入門』（編著、金珍娥著）、大修館書店、2012年。ISBN 978-4-469-14244-0。
- 『韓国語教育論講座 第2巻 - 文法論 談話論 言語行動論 表現論 社会言語学 民族語教育論』（編著）、くろしお出版、2012年。ISBN 978-4-87424-566-8。
- 『韓国・朝鮮の知を読む』（編）、クオン、2014年。ISBN 978-4-904855-18-8。
- 『韓国語教育論講座 第3巻 - 対照言語学 類型論 語彙史 文法史 文字史 共和国・延辺・中央アジアの朝鮮語 宗教と言語』（編著）、くろしお出版、2018年。ISBN 978-4-87424-754-9。
- 『韓国・朝鮮の美を読む』（白永瑞との共編）、クオン、2021年。ISBN 978-4-910214-19-1。
- 『韓国・朝鮮の心を読む』（白永瑞との共編）、クオン、2025年。ISBN 978-4-910214-65-8。

### 訳書
- 宋敏『韓国語と日本語のあいだ』（菅野裕臣・浜之上幸・伊藤英人との共訳）、草風館、1999年。ISBN 978-4-88323-113-3。

### 監修書
- 『イージーハングル』（ユンソナとの共同監修）、学習研究社、2002年。ISBN 978-4-05-401810-5。
- 中西恭子『韓国語アップグレード - もぎたてのソウルマル』明石書店、2004年。ISBN 978-4-7503-1866-0。
- こどもくらぶ『朝鮮半島の文字「ハングル」と言葉 - 世界の文字と言葉入門 3』小峰書店、2004年。ISBN 978-4-338-19703-8。
- 白峰子『韓国語文法辞典』（大井秀明・訳）、三修社、2004年。ISBN 978-4-384-00224-9。
- 金美仙『韓国語用言 - 活用と用例』三修社、2006年。ISBN 978-4-384-05459-0。
- 金珍娥『ドラマティック・ハングル - 君，風の中に』朝日出版社、2012年。ISBN 978-4-255-00639-0。